# Museo Militar de la Fuerza Armada de El Salvador

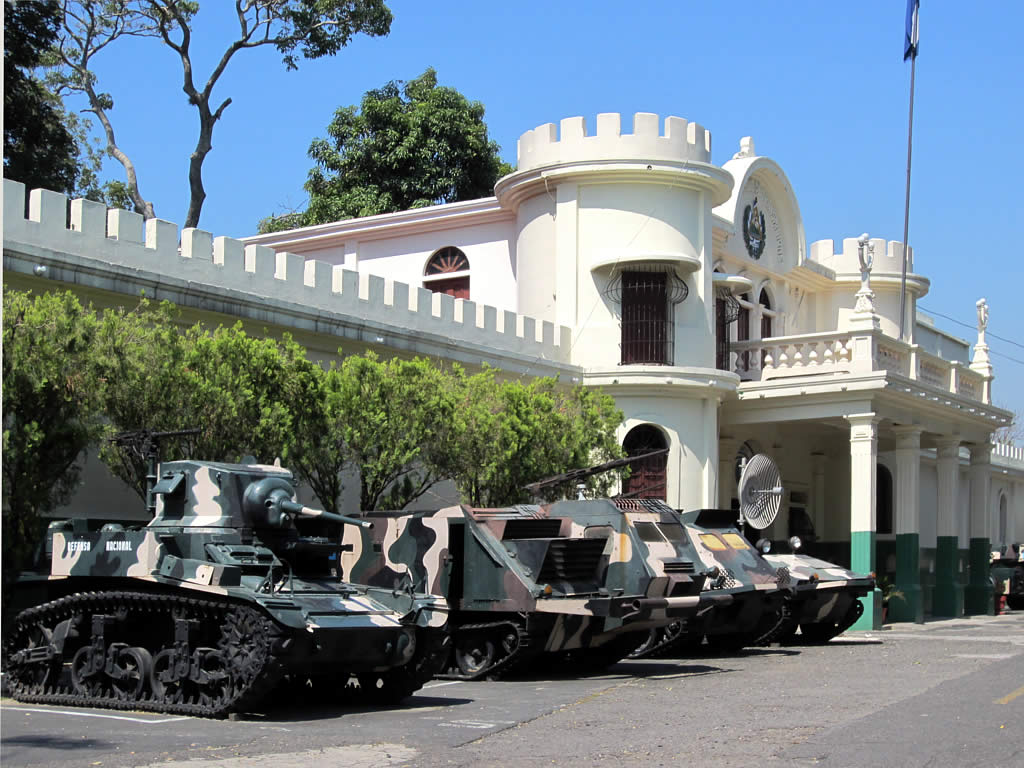
Museo Militar de la Fuerza Armada de El Salvador

Das Museo Militar de la Fuerza Armada de El Salvador ist ein Militärmuseum der Streitkräfte von El Salvador. 

## Lage und Sammlungen
Das Museum ist in den Räumlichkeiten der ehemaligen Kaserne Cuartel El Zapote in San Salvador untergebracht, einem Gebäude aus den 1920er Jahren. Die Sammlung des Museums wird in zehn Hallen und auf einem Freigelände ausgestellt. Zum Museum gehört auch eine Außenstelle auf dem Militärflugplatz Ilopango, wo Flugzeuge, Hubschrauber und weitere historische Luftfahrtgerätschaften gezeigt werden.
Das Museum bietet den Besuchern auf rund 35.000 m² historische Waffen, Fahrzeuge, Panzer, Schiffe,  Münzen, Flaggen und Fotoserien der Militärgeschichte. Die angegliederte Bibliothek verfügt über Dokumente (teils in Kopie) über den Einsatz der Streitkräfte in den zentralen Provinzen von El Salvador, sowie über Dokumente zum Chapultepec-Friedensabkommen. 

## Geschichte
Das Museum wurde 1993 gegründet. Seit 2002 befindet es sich an seinem jetzigen Standort. Betreiber ist die Fuerza Armada de El Salvador.

## Trivia
Ebenfalls befindet sich in der Sammlung ein Papamobil, das 1983 beim Besuch von Papst Johannes Paul II. eingesetzt wurde. Das Fahrzeug wurde 1982 von Coronel Oswaldo Marenco Carballo entworfen und vom Departamento de Industrias militares de Maestranza de la Fuerza Armada  auf der Grundlage des Fahrwerks und dem Antrieb eines Ford 700 gebaut.